# Scaptomyza paralobae
Scaptomyza paralobae är en tvåvingeart som beskrevs av Hardy 1965. Scaptomyza paralobae ingår i släktet Scaptomyza och familjen daggflugor. Inga underarter finns listade i Catalogue of Life.